# Lessoc
Lessoc is een plaats en voormalige gemeente in het district Gruyère, kanton Fribourg, Zwitserland. Lessoc ging in 2002 samen met Albeuve, Montbovon en Neirivue op in de gemeente Haut-Intyamon.

## Geboren
- Pierre-Théodule Fracheboud (1809-1879), griffier, rechter, notaris, hoogleraar en politicus

- Historisch woordenboek van Zwitserland: 000909
- Virtual International Authority File: 238806729